# Vana Barba
Vana Barba, pseudonimo di Vasilikī Mparmpa (in greco Βασιλική Μπάρμπα?; Ioannina, 13 marzo 1966), è una modella e attrice greca.

## Biografia
È stata Miss Grecia nel 1984 ed è stata la candidata greca a Miss Mondo nel 1984, oltre ad aver posato per Playboy sempre in Grecia. Ha recitato nel cinema in Grecia e in Italia, diventando nota principalmente per aver interpretato, nel 1991, il ruolo della prostituta Vassilissa nel film premio Oscar Mediterraneo di Gabriele Salvatores. Ha continuato la sua carriera nella televisione e nel teatro.

## Filmografia parziale
- Ma tu mi ami? (M' agapas?), regia di Giōrgos Panousopoulos (1989)
- Mediterraneo, regia di Gabriele Salvatores (1991)
- Il prezzo del denaro, regia di Maurizio Lucidi – film TV (1995)
- Il caso Bebawi, regia di Valerio Jalongo – film TV (1996)